# Район Неріма (Токіо)
35°44′08.05″ пн. ш. 139°39′05.99″ сх. д. / 35.7355694° пн. ш. 139.6516639° сх. д.
Район Неріма́ (яп. 練馬区, ねりまく, МФА: [neɾʲima ku̥], «Нерімський район») — особливий район в японській столиці Токіо.

## Географія
Площа району Неріма на 1 жовтня 2008 становила близько 48,16 км².

## Населення
Населення району Неріма на 1 липня 2011 становило близько 716 931 осіб. Густота населення становила 14 886,4 осіб/км².

## Галерея

Розташування